# بانک فوجی
بانک فوجی (انگلیسی: Fuji Bank) شرکت خدمات مالی و بانکداری ژاپنی است، که در سال ۱۸۶۴ تأسیس شد.